# Central Hancock
El Territorio no Organizado de Central Hancock es un territorio no organizado (en inglés, unorganized territory, UT) del condado de Hancock, Maine, Estados Unidos. Tiene una población estimada, a mediados de 2023, de 130 habitantes.
Abarca una zona exclusivamente rural. 

## Geografía
La subdivisión está ubicada en las coordenadas 44°36′42″N 68°21′56″O / 44.61167, -68.36556. Según la Oficina del Censo, tiene una superficie total de 41.65 km², de los cuales 39.47 km² corresponden a tierra firme y 2.18 km² están cubiertos de agua.

## Demografía
Según el censo de 2020, en ese momento había 132 personas residiendo en la zona. La densidad de población era de 3.34 hab./km². El 95.45% de los habitantes eran blancos, el 0.76% era afroamericano y el 3.79% eran de una mezcla de razas. Del total de la población, el 0.76% era hispano o latino.